# Best Friend (chanson de Kana Nishino)
Pour les articles homonymes, voir Best Friend.
Singles de Kana Nishino
Dear… / MAYBE
(2009) Aitakute Aitakute
(2010)
Pistes de To LOVE
Prologue ~What a nice~ Summer Girl feat. MINMI
Best Friend est le 9e single de la chanteuse de J-pop Kana Nishino.

## Présentation
Il est sorti sous le label SME Records Inc. le 24 février 2010 au Japon. Il sort au format CD. Il atteint la 3e position à l'Oricon. Il se vend à 23 506 exemplaires la première semaine et reste classé 23 semaines pour un total de 70 186 exemplaires vendus. La chanson Best Friend se trouve sur l'album To LOVE et sur la compilation Love Collection ~pink~.

## Pistes
| 1. | Best Friend                         | Kana Nishino                                | GIORGIO CANCEMI                                 | GIORGIO CANCEMI               | 5:21 |
| 2. | ONE WAY LOVE                        | Kana Nishino                                | HIRO                                            | HIRO                          | 4:07 |
| 3. | Kon'ya wa PARTY UP (今夜はPARTY UP) | Kana Nishino, DJ Mass (VIVID Neon*), HIRO;N | DJ Mass (VIVID Neon*), The Intelligents, HIRO;N | VIVID Neon*, The Intelligents | 4:26 |